# Tonny Kessler
Herman Anton Joseph (Tonny) Kessler (Garut, afdeling Limbangan, residentie Preangar, Regentschappen in Oost-Indië, 20 april 1889 – Lausanne, 15 februari 1960) was een Nederlands voetballer en cricketspeler. Hij kwam uit voor HVV en het Nederlands elftal en was als cricketspeler aanvoerder van HCC.
Kessler kwam uit een rijke en chique Haagse familie. Net als zijn broer Dé en zijn neven Boelie en Dolph speelde hij voor de Haagse vereniging HVV. In 1905, 1907, 1910 en 1914 werd deze ploeg met Kessler landskampioen. Kessler debuteerde in 1907 voor het Nederlands elftal en speelde in totaal drie interlands, alle tegen Engeland. De eerste twee wedstrijden gingen nog met respectievelijk 12-2 en 9-1 verloren. In de derde wedstrijd, op 24 maart 1913 op Houtrust in Den Haag, boekte Nederland echter een spectaculaire 2-1-overwinning. Kessler speelde op de linkshalf-positie, schuin achter zijn jongere broer.

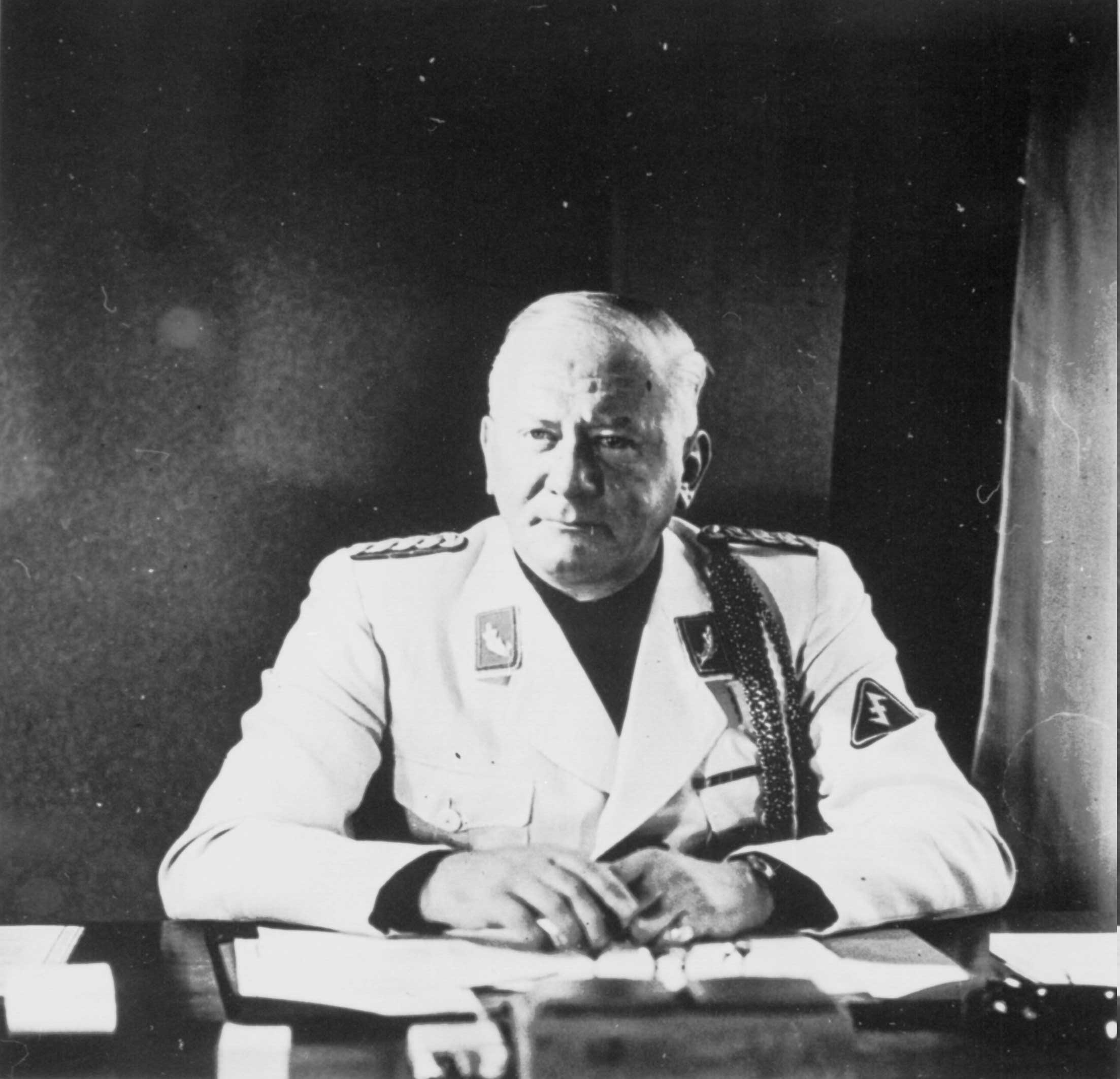
Kessler als adjudant van Mussert (1941)

Kessler kwam tussen 1904 en 1923 in totaal 328 keer uit voor HVV. Hij was tevens actief als cricketspeler en was aanvoerder van HCC uit Den Haag. Ook was hij betrokken bij de Flamingo's. Hij was meester in de rechten en doctor. In 1933 sloot hij zich aan bij de Nationaal-Socialistische Beweging. In Den Haag werd hij beschermheer van de WA. Kessler was als adjudant een persoonlijke medewerker van Anton Mussert. Hij werd hiervoor na de oorlog tot vier jaar internering veroordeeld.
Na vrijlating emigreerde hij naar Zwitserland waar hij in 1960 op 70-jarige leeftijd overleed.